# Ilex sikkimensis
Ilex sikkimensis är en järneksväxtart som beskrevs av Wilhelm Sulpiz Kurz. Ilex sikkimensis ingår i släktet järnekar, och familjen järneksväxter. Inga underarter finns listade i Catalogue of Life.